# اریبی یک برآوردگر

اریبی یک برآوردگر

در آمار، تابع اریبی، تورِش یا بایاس (به انگلیسی: bias) یک برآوردگر، همان اختلاف بین امید ریاضی آن برآوردگر و مقدار واقعی پارامتر تخمین‌زده‌شده می‌باشد. برآوردگر یا قانون تصمیم‌گیری با اریبی صفر را نااریب یا بدون تورش می‌گویند. در غیر این صورت، به برآوردگر اریب یا تورش‌دار نامیده می‌شود.
اریبی عبارتی معنادار دربارهٔ یک تابع می‌باشد، و در حالی که ویژگی مطلوب نیست، نمی‌توان آن را تنزل داد. به عبارت ریاضی، فرض کنید داده {\displaystyle x_{i},i=1,\ldots ,n} بر اساس توزیع {\displaystyle P(x|\theta )} توزیع شده‌باشند و {\displaystyle {\hat {\theta }}} یک تخمین‌گر براساس داده‌های مشاهده باشد. اریبی {\displaystyle {\hat {\theta }}} به صورت زیر تعریف می‌شود:
{\displaystyle \operatorname {Bias} [\,{\hat {\theta }}\,]=\operatorname {E} [\,{\hat {\theta }}\,]-\theta =\operatorname {E} [\,{\hat {\theta }}-\theta \,],}
که در آن {\displaystyle \operatorname {E} [\;]} امید ریاضی متغیر {\displaystyle x} نسبت به توزیع {\displaystyle P(x|\theta )} است.
می‌توان با توجه به میانه نیز اریبی را اندازه‌گیری کرد، ولی با میانگین نه، در شرایطی که یکی میانه نااریب را از میانگین نااریب معمول جدا می‌کند. اریبی به برآوردگر سازگار مربوط می‌شود که در آن، برآوردگرهای استوار، همگرا و به‌طور مجانبی، نااریب اند (از این رو به مقداری صحیح همگرا اند)، اگرچه برآوردگرهای مفرد در یک دنباله استوار، ممکن است اریب باشند (به‌طوری‌که اریبی به صفر همگرا باشد).
یک برآوردگر نااریب به یک برآوردگر اریب ترجیح داده می‌شود، اما در عمل، بقیه برابر نیستند، و اغلب از برآوردگرهای اریبی با اریبی‌های کوچک استفاده می‌شود. زمانی که از برآوردگر اریبی استفاده می‌گردد، اریبی نیز تخمین‌زده می‌شود. یک برآوردگر اریبی می‌تواند به دلایل مختلفی به کار رود: زیرا یک برآوردگر نااریب، بدون فرض‌های بعدی دربارهٔ یک جامعه وجود نخواهد داشت، یا محاسبه آن دشوار خواهد بود؛ زیرا یک برآوردگر میانه-نااریب می‌باشد، ولی میانگین-نااریب نیست (یا برعکس)؛ زیرا یک برآوردگر اریب بخشی از تابع از دست رفته را در مقایسه با برآوردگر نااریب کاهش می‌دهد (به ویژه خطای مربع میانگین)؛ یا زیرا در برخی شرایط نااریب بودن تحت برخی تحولات محافظت نمی‌شود، برخی میانه-نااریبی محافظت می‌شود؛ مثلاً واریانس نمونه یک برآوردگر نااریب برای واریانس جامعه است، اما جذر آن، انحراف معیار استاندارد، یک برآوردگر اریب برای انحراف معیار جامعه استاندارد است.